# Philippines aux Jeux olympiques d'été de 1928
Les Philippines participent aux Jeux olympiques d'été qui se déroulent à Amsterdam, en 1928, pour la seconde fois. Sa délégation est composée de 4 athlètes. Anselmo Gonzaga et Simeon Toribio en Athlétisme. Tuburan Tamse et  Teofilo Yldefonso en Natation. Teofilo Yldefonso remportant une médaille de bronze qui est la première conquise par les Philippines aux Jeux olympiques.

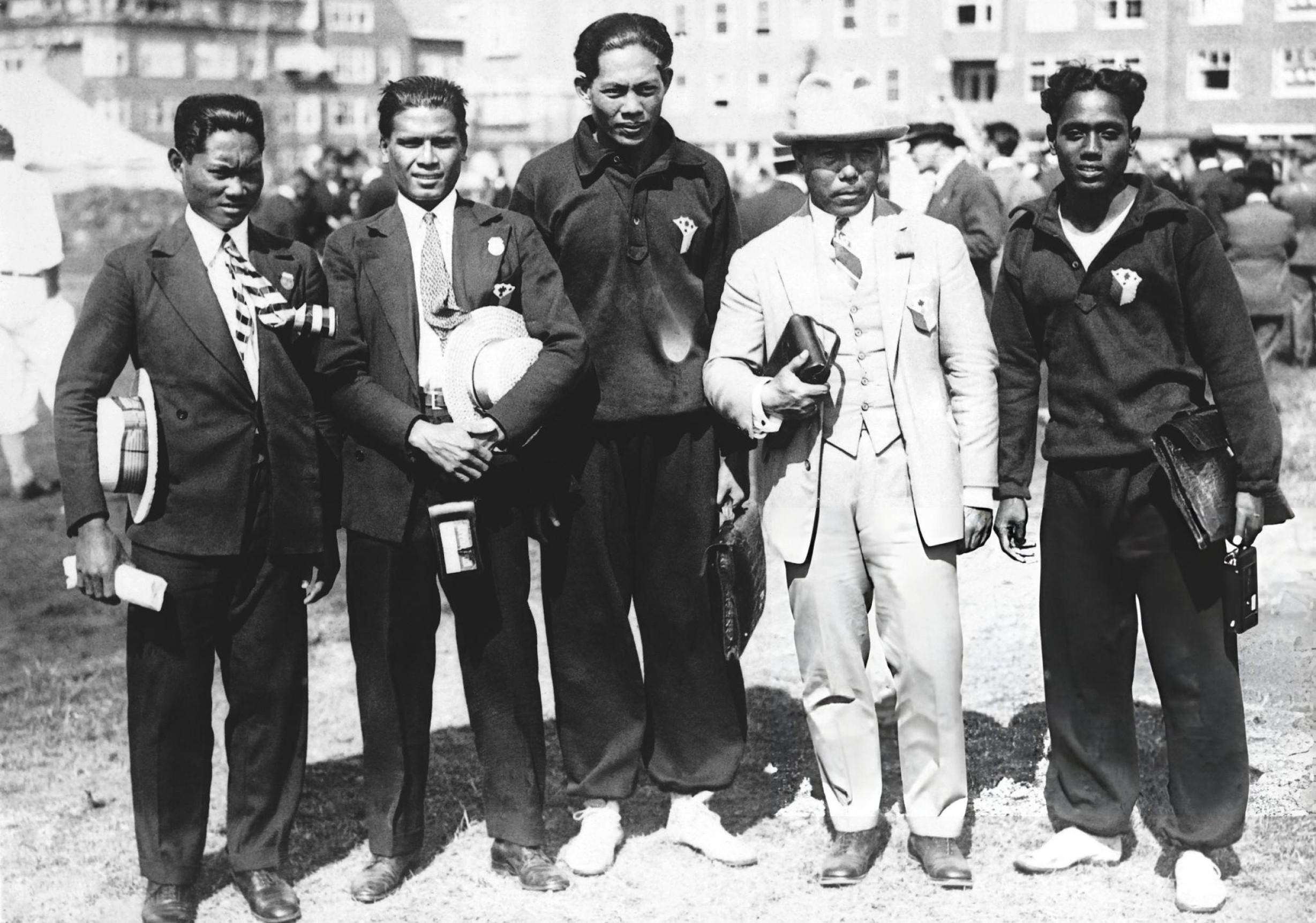
La délégation des Philippines au complet : T.Tamse, T. Ylderfonso, S.Toribio et A.Gonzaga

## Liste des médaillés philippins
| Médaille | Nom               | Sport    | Compétition           |
| -------- | ----------------- | -------- | --------------------- |
| Bronze   | Teofilo Yldefonso | Natation | 200 m brasse masculin |

## Sources
- (fr) Philippines sur le site du Comité international olympique
- (en) Philippines aux Jeux olympiques d'été de 1928 sur Olympedia.org